# Francisco Fernández-Zarza Pérez
Francisco Fernández-Zarza Pérez qui signe ses affiches sous le pseudonyme de Jano, est un affichiste, dessinateur, lettreur et illustrateur espagnol né à Madrid le mardi 6 juin 1922 et décédé le mardi 12 mai 1992 dans cette même ville.

## Biographie
Fils de María et de Francisco Fernández-Zarza Pérez, il naît le 6 juin 1922 au 7 de la rue Nuñez de Arce à Madrid où ses parents habitaient. Son père travaillait au Teatro de la Comedia (es), dans la toute proche rue del Principe (es), en tant qu'ingénieur en chef dans cette immense salle ce qui a probablement orienté ses goûts pour le show business d'autant plus que, adolescent, il avait été figurant pour certains spectacles dans un théâtre voisin. Lecteur de magazines et de leurs bandes dessinées dont une s'appelait Macao illustré par K-Hito (es) peut faire penser pourquoi il désirait rentrer dans le studio de scénographie de Sigfredo Burmann mais la guerre civile l'a en empêché. Alors il a commencé à travailler comme illustrateur pour des magazines républicains tels que Hierro ou Nova Catalaunya. Sa fonction dans le milieu de la presse, lui a permis de se lier d'amitié avec des affichistes comme José Bardasano Baos (es), Parrilla, José Briones, Josep Renau et sans doute de découvrir d'autres talents qu'il ne fréquentait peut-être pas mais qu'il admirait comme José Peris Aragó (es), Josep Soligó (es), et l'italien Angelo Cesselon (it) dont il semble que ce soit le seul dont il ait reconnu l'influence. Le conflit terminé, cette collaboration avec des journaux républicains fut sanctionnée par treize mois d'emprisonnement dans l'Espagne franquiste.
Pendant son service militaire il est entré dans l'atelier d'Adolfo López Rubio (es) où, en 1943, sans formation, autodidacte, il a réalisé des dessins pour la série Ginesito, le héros, qui au début s'appelait «Satanás» et Zanahorias (Carottes) aux éditions Rialto (es). Il a aussi travaillé pour d'autres maisons comme les éditions Marisal (es) en 1944 et plus tard, en 1947 avec José Mallorqui (es), en 1949, à Editorial Aspiraciones, une maison catholique au 5 de la rue des Cañizares (es) à Madrid.
Son travail dans la publicité pour le cinéma a commencé en 1942, d'abord avec des photomontages et quelques incursions dans l'affiche pour le distributeur Procines. À partir de 1945, il a continué avec l'affiche de cinéma en succédant à Emilio Chapi Rodriguez pour El rebelde (Romance de Antaño) qui était sorti en 1943. Cette première lui a ouvert la porte de la société de distribution «Hispamex Films.S.A.» qu'il a quittée au bout de quelques années. Cependant, son fils dans un article qui date du 3 juin 2022 écrit que sa première affiche fut pour le film Ay Jalisco no te rajes (es) qui date de 1947. Ensuite, en 1946 il est devenu indépendant et s'est installé dans un studio de la rue de Bordadores (es) où avec une équipe de collaborateurs, lettreurs, dessinateurs, qui au fil du temps est devenue importante, il a répondu à la demande de plusieurs dizaines de distributeurs, jusqu'à 20 simultanément, qui lui ont envoyé des commandes dont «AS Films S.A.», «CEA distribución», «Chamartin Producciones y distribuciones cinematograficas.S.A.», «Compañia Española de Propaganda, Industria y Cinematografia S.A. (CEPICSA)», «Dipenfa S.A.», «Filmayer», «Hispamex Films.S.A.», «Mercurio films.S.A.», «Selecciones Fuster», «Suevia Films (es)», etc. Selon ses dires il préférait réaliser des affiches de cinéma car le travail était mieux payé que celui de dessinateur de presse. Il s'était marié et étant cinéphile, il avait besoin de davantage d'argent pour enrichir ses collections qui lui servaient aussi de documentation, collections qui enrichissent maintenant la bibliothèque régionale Joaquín Leguina (es). Enfin la deuxième face de «Janus» a travaillé pour la presse : de 1960 à 1966, il a réalisé de nombreuses couvertures pour des magazines de Dollar éditorial (es).
Il ne s'est pas limité aux affiches de films et aux couvertures de magazines mais il a aussi réalisé des affiches pour des compagnies théâtrales dont celles d'Antonio Garisa (es), Tony Leblanc, Guadalupe Muñoz Sampedro (es), pour des cirques comme American, Price, World et Atlas et de gigantesques posters (street-art?) placés sur les façades des cinémas de la Gran Via à l'occasion de sorties pour lesquelles un grand retentissement était nécessaire. La première grande peinture murale qu'il a réalisée dans ce domaine  a été pour le film Rebecca d' Alfred Hitchcock. En moins spectaculaire, il a illustré des programmes, des romans, des magazines, fait des dessins pour la presse, quelques décors de théâtre, des peintures, des dessins au fusain, des illustrations pour jaquettes video, des titres pour génériques de films.
Jano a bénéficié de la retraite en 1987, à 65 ans, mais a continué pendant les cinq années qui lui restaient, à honorer de temps en temps des commandes sans montrer une altération de ses facultés de dessinateur pour des dessins de couverture, pour la réutilisation de ses œuvres antérieures dans l'illustration de jaquettes vidéo et en réalisant des dessins à la plume pour la presse comme par exemple celui qui figure dans le Heraldo de Aragón du 2 mars 1986 où il «salue» la sortie du film El justiciero de la noche.

## Œuvres

### Affiches de films
Parmi sa production d'environ 2000, 3000 ou 5000 « carteles », cela dépend des sites, quelques titres pour lesquels il a créé la ou les affiches classées ici dans l'ordre alphabétique de leur titre en espagnol lorsqu'il existe.
- A escape libre - Alerta en el cielo - Aprendiendo a morir - Atraco a las tres - Barrabás - Bienvenido, Mister Marshall - Buenos días, condesita - Bus Stop - El caballo blanco - Caidos sobre un arbol - Carmen Jones - Casino Royale - La casta Susana - La ciudad no es para mí - Compañeros de fatigas - Le Corniaud - Cross of iron - El demonio de las armas - Fanfan la Tulipe - Fedra - French Cancan - La gitana y el charro - Hasta el último aliento - El hidalgo de los mares - Horizontes de grandeza – El horror de Frankenstein - El lancero negro - Las leandras - Una llama en el espacio - El Lobo negro - El mago de Oz - Manos torpes – El marino de los puños de oro - Marisol rumbo a Rio - ¡Matalo! - Mi desconfiada esposa - Mi último tango - Mogambo - La Mujer X - Nunca pasa nada - Oklahoma, año 10 - Los olvidados - Phenomena - La piscina - Puerta de las lilas - Repulsión - El retorno de Walpurgis - El rey del juego - El ruiseñor de la cumbres - Run Angel, Run! - Safari 5000 - ¡Sálvese quien pueda! - San Francisco - El secreto del toison de oro - Los Secuaces - Serpico - Sheherazade - Sissi -La sombra de un gigante -  La Sombra Vengadora -  Sombrero de copa - Tenebre - Tuset street - Una razón para vivir y para morir - La venganza - La Virtuosa Mrs Cheney - Viviendo su vida - Vuelve San Valentin -

Parfois il a réalisé plusieurs affiches pour le même film. Pourquoi ?
À la lecture des sites on découvre que le produit fini ou presque était soumis aux appréciations des sociétés de distribution et de leurs commettants mais devait aussi passer par le Ministère de l'information et du tourisme (es) qui vérifiait que l'œuvre correspondait aux critères de l'idéologie dominante des membres chargés de la sélection. Ainsi, il a dit qu'il a fait rarement ce qu'il voulait parce que les affiches étaient modifiées, refusées ou réservées pour être utilisées dans des pays autres que l'Espagne.
Deux exemples:
- Pour le responsable de Chamartin Producciones y distribuciones cinematograficas.S.A. sur l'affiche de Surcos, la charge sociale étant trop évidente, l'exode rural, Jano a été obligé d'en réaliser une autre qui diluait le message alors que l'originale a fait partie des douze meilleures affiches de l'année lors d'un concours international organisé par une agence de publicité suisse.
- Il ne se reconnaissait pas dans l'affiche utilisée pour la promotion du film Calle Mayor donc il ne l'a pas signée car on lui avait demandé de représenter l'actrice de face. Il lui préférait l'affiche tchécoslovaque plus signifiante.
- Un autre cas est celui du film El gran juego qui a bénéficié de la campagne publicitaire habituelle mais qui a été censuré. Sur les sites, on n'a pas retrouvé les réflexions de la commission de censure du Ministère de l'information et du tourisme. Après avoir lu «Cela (cette commission) contrôlait non seulement les éventuelles licences érotiques du film, il (y) avait aussi des visages, des corps ou des vêtements trop suggestifs retouchés»[6], on peut supposer que l'artiste a mis trop en avant la poitrine de Gina Lollobrigida et que c'est cela qui intéresse, en face, à des degrés divers Peter van Eyck, Jean-Claude Pascal et Raymond Pellegrin ce qui dans la très catholique et pudibonde Espagne franquiste pouvait choquer des passants.

Ses travaux sont signés «Karpa», «Z» et surtout «Jano», un pseudonyme dont on trouve deux explications:
- Il aurait choisi ce nom, Janus, parce qu'il était du signe des Gémeaux dont les deux visages correspondraient à ses deux fonctions, une d'affichiste, l'autre de peintre [7].
- Une autre explication est qu'il aurait emprunté ce nom à un héros de bande dessinée, un peintre bohème, qu'il aurait rencontré dans le magazine «La Motorizada» et dessiné à quatorze ans, vers 1936.

### Portraits
Le Star system a permis à son talent de portraitiste de s'épanouir et l'industrie cinématographique en a bien profité aussi. Les films devaient une partie de leur attrait aux acteurs qui y étaient employés donc on les représentait sur les affiches avec plus ou moins de bonheur: pour Jano c'était presque toujours peint d'une façon réaliste, avec grâce et humanité. Il a très peu utilisé la photographie qui était réservée aux acteurs de soutien qui n'occupaient pas la place prinipale de l'œuvre. Dans El cartel de cine en la transición española realidad y cambio social où les intentions et les techniques de l'artiste sont développées de la page 275 à la page 280, on classe très schématiquement les représentations en trois groupes. Voici très simplifié, sans parler de l'importance du texte, du graphisme, de l'esthétique, des considérations portant sur les représentations des interprètes sur les affiches.
- Le premier groupe est celui où le portrait de l'acteur est représenté d'une façon réaliste en jouant sur les couleurs, au premier plan donc isolé des autres éléments fournissant des indications sur le contexte, dans une posture et une attitude lui donnant vie car ce n'est pas une nature morte.
- Le deuxième groupe est celui où l'acteur, ou plusieurs acteurs, sont caricaturés comme dans une bande dessinée ou un dessin animé mais facilement reconnaissables grâce aussi à leur popularité. La disposition est plus aléatoire surtout s'il veut suggérer l'esprit débridé du film.
- Le troisième groupe est un mélange des deux précédents: l'acteur principal occupe toujours le centre de l'affiche mais il y ajoute d'autres «portraits» plus petits des acteurs qui gravitent autour du personnage principal.

Fernando Allende (es) - Rafaela Aparicio - Imperio Argentina - Imanol Arias - Lauren Bacall - Sonia Bruno (es) - El Cordobés (Manuel Benítez Pérez) - Peppino De Filippo - Alfonso del Real (es) - Marujita Díaz - Dúo Dinámico - Rocío Dúrcal - Clint Eastwood - Manolo Escobar - Fernando Esteso (es) - Aldo Fabrizi - Fernando Fernán Gómez - Lola Flores - Analía Gadé - Juan Luis Galiardo - Manolo Gómez Bur (es) - Julia Gutiérrez Caba - José Isbert - Joselito - Chus Lampreave - Alfredo Landa - Tony Leblanc - Jerry Lewis - José Luis López Vázquez - Ana Mariscal - Marisol - Adolfo Marsillach - Dean Martin - Paco Martínez Soria (es) - Carmen Maura - Sara Montiel - Gracita Morales (es) - Lina Morgan - José Luis Ozores - Andrés Pajares - Emma Penella - Gregory Peck - Peret - Francisco Rabal - Georges Rigaud - Esperanza Roy - José Sacristán - María Luisa San José (es) - José Sazatornil - Carmen Sevilla - Concha Velasco
Plusieurs de ces portraits qui illustrent des affiches de films se retrouvent dans le livre Las estrellas del cine español vistas par Jano qui contient 221 dessins de leurs visages, des caricatures et des fusains publié par Entité de Gestion des droits des producteurs audiovisuels (es) (EGEDA).

### Illustrateur et lettreur de magazines
Le site cité en référence dresse une liste très importante mais incomplète des collaborations de Jano avec les magazines car on ne trouve pas ses travaux cités dans sa biographie, aux éditions Rialto, série Diamante Amarillo avec Ginesito. Ni le numéro 10 en 1959, ni les numéros 13, 14, 17 en 1960 de Superman , ni le numéro 12 de Prince Vaillant en 1960 ne sont cités. De même sa collabration, à partir de 1947 avec José Mallorqui pour les magazines El Coyote et Chicas ne sont pas indiqués.
Cependant les couvertures d' Agent Secret X-9, de Big Ben Bolt, de Brick Bradford, de Cuatro valientes, de Le Fantôme, de Flash Gordon, de Los guerreros del virrey, de El infierno blanco, de Juan et intrepido, de Julieta Jones, de Lalo Saxon, de Mandrake le Magicien, de Miss Tarantula, de Nace "Hood-man", d'autres numéros de Prince Vaillant, de Rip Kirby, de El secreto de la catarata, de Terror a medianoche, de Venganza india, avec les numéros et les dates de parution sont cités.

## Expositions
- Du  mardi 6 mai 2014 au 5 juin 2014, "Jano, Visages de films, 20 affiches à retenir", exposition d'affiches organisée au siège de la fondation AISGE (Société de Gestion des Artistes Interprètes) au 11 rue Ruiz de Alarcón à Madrid[13]
- Du 1er juillet 2014 au 15 juillet 2014 exposition d'affiches à la maison de la culture de la mairie à San Lorenzo de El Escorial[14].
- Du '14 décembre 2017 au 18 mars 2018, exposition Jano, le grand affichiste du cinéma espagnol à la Filmoteca Española, 10 rue de la Magdalena (es) à Madrid[15]